# Melani Mekicar
Melani Mekicar, slovenska radijska voditeljica, televizijska voditeljica in igralka, * 10. januar 2000.
Širši javnosti je postala znana po vodenju glasbene oddaje V petek zvečer, ki jo je z Blažem Švabom vodila šest sezon, med letoma 2021 in 2023.
Od leta 2020 do 2022 je delala kot voditeljica jutranjega programa na Radiu Antena. Leta 2024 je postala voditeljica jutranjega programa na Radiu Center.

## Televizijske vloge
- Življenja Tomaža Kajzerja (2014, RTV Slovenija) - vloga Maje (2. del)
- Življenja Tomaža Kajzerja 2 (2024, RTV Slovenija) - vloga stevardese Anje (1. del)
- Skrito v raju (2024–2025, POP TV) - vloga Nine[5]